# ويليام بيرني
ويليام بيرني (بالإنجليزية: William Birney)‏ هو محامي وضابط أمريكي، ولد في 28 مايو 1819 في هنتسفيل في الولايات المتحدة، وتوفي في 14 أغسطس 1907 في فورست جلان في الولايات المتحدة.